# Маркобрун Віталій Володимирович
Віта́лій Володи́мирович Маркобрун — солдат Збройних сил України, учасник російсько-української війни.
У мирний час проживав в місті Миколаїв.

## Нагороди
За особисту мужність і героїзм, виявлені у захисті державного суверенітету та територіальної цілісності України, вірність військовій присязі під час російсько-української війни, відзначений — нагороджений
- 27 червня 2015 року — орденом «За мужність» III ступеня.